# Kruckow
Kruckow település Németországban, Mecklenburg-Elő-Pomeránia tartományban. Lakosainak száma 640 fő (2023. december 31.).

## Népesség
A település népességének változása:
| Lakosok száma | 612  | 598  | 663  | 644  | 640  |
|               | 2017 | 2019 | 2021 | 2022 | 2023 |